# Pirminiuskirche
Pirminiuskirchen sind Kirchen mit dem Patrozinium des hl. Abtbischofs Pirminius.
Die Reliquienkirche ist die Jesuitenkirche in Innsbruck, daneben St. Pirminius zu Hornbach und St. Pirmin in Pirmasens.

## Liste bekannter Pirminiuskirchen
Deutschland:
- Pfarrkirche St. Pirminius (Eppenbrunn)
- Katholische Kirche St. Pirmin (Landau-Godramstein)
- St. Pirminius (Hornbach)
- Pfarrkirche St. Pirmin (Pirmasens)
- St. Pirminius (Walsheim)
- ehemalige Pfarrkirche St. Pirmin (St. Ingbert), jetzt „Kinderkirche“

Österreich:
- Dreiheiligenkirche, Innsbruck-Dreiheiligen (hll. Sebastian, Pirmin, Rochus und Alexius)
- St. Pirmin, Innsbruck-Reichenau

Schweiz:
- Pfarrkirche St. Pirminius (Pfungen), Bezirk Winterthur